# Ivan Leko
Ivan Leko (Spalato, 7 febbraio 1978) è un allenatore di calcio ed ex calciatore croato, di ruolo centrocampista, tecnico del Gent.

## Biografia
La sua prima esperienza da allenatore l'ha avuta dal 2014 al 2015 all'Oud-Heverlee Löwen nella massima divisione belga, per poi passare al PAOK Salonicco, dove ha ricoperto il ruolo di vice allenatore accanto al connazionale e ex compagno di squadra Igor Tudor. Dopo che Tudor è stato sostituito come allenatore principale dal serbo Vladimir Ivić, anche Leko ha dovuto lasciare il club. A partire dalla stagione 2016/17, ha assunto il ruolo di allenatore principale del VV St. Truiden nella massima serie belga di calcio, sostituendo l'irlandese del Nord Chris O'Loughlin. Nel giugno 2017 è diventato allenatore della squadra belga di prima divisione del FC Bruges. Il 10 ottobre 2018 viene arrestato dalla polizia belga nell'ambito di un'indagine per frode, per poi venir rilasciato in seguito ad un interrogatorio.
Nel giugno 2019 viene nuovamente interrogato e rilasciato nell'ambito dello scandalo calcistico belga.

## Carriera

### Allenatore
Il 31 dicembre 2022 succede a Mislav Karoglan e prende le redini dell'Hajduk Spalato, club in cui si è formato da calciatore. Debutta ufficialmente sulla panchina dei Bili il 22 gennaio 2023, guidando i spalatini nel successo interno di HNL sul Sebenico (2-1).
Il 24 maggio vince la sua prima Coppa di Croazia da allenatore grazie al risultato di 2-0 maturato allo Stadio Rujevica contro il Sebenico. Il 23 ottobre seguente, dopo la sconfitta in campionato per mano dell'Osijek (0-2), viene sollevato da tale incarico.
Il 4 gennaio 2024 firma un contratto per due stagioni e mezzo fino al 30 giugno 2026 con i belgi dello Standard Liegi.

## Statistiche

### Giocatore

#### Cronologia presenze e reti in nazionale
| Cronologia completa delle presenze e delle reti in nazionale ― Croazia | Cronologia completa delle presenze e delle reti in nazionale ― Croazia | Cronologia completa delle presenze e delle reti in nazionale ― Croazia | Cronologia completa delle presenze e delle reti in nazionale ― Croazia | Cronologia completa delle presenze e delle reti in nazionale ― Croazia | Cronologia completa delle presenze e delle reti in nazionale ― Croazia | Cronologia completa delle presenze e delle reti in nazionale ― Croazia | Cronologia completa delle presenze e delle reti in nazionale ― Croazia |
| Data                                                                   | Città                                                                  | In casa                                                                | Risultato                                                              | Ospiti                                                                 | Competizione                                                           | Reti                                                                   | Note}                                                                  |
| ---------------------------------------------------------------------- | ---------------------------------------------------------------------- | ---------------------------------------------------------------------- | ---------------------------------------------------------------------- | ---------------------------------------------------------------------- | ---------------------------------------------------------------------- | ---------------------------------------------------------------------- | ---------------------------------------------------------------------- |
| 13-6-1999                                                              | Seul                                                                   | Croazia                                                                | 2 – 2                                                                  | Egitto                                                                 | Amichevole                                                             | -                                                                      | 65’                                                                    |
| 16-6-1999                                                              | Seul                                                                   | Croazia                                                                | 2 – 1                                                                  | Messico                                                                | Amichevole                                                             | -                                                                      | 80’                                                                    |
| 19-6-1999                                                              | Seul                                                                   | Corea del Sud                                                          | 1 – 1                                                                  | Croazia                                                                | Amichevole                                                             | -                                                                      | 46’                                                                    |
| 18-8-2004                                                              | Varaždin                                                               | Croazia                                                                | 1 – 0                                                                  | Israele                                                                | Amichevole                                                             | -                                                                      | 57’ 75’                                                                |
| 16-11-2004                                                             | Dublino                                                                | Irlanda                                                                | 1 – 0                                                                  | Croazia                                                                | Amichevole                                                             | -                                                                      | 65’                                                                    |
| 9-2-2005                                                               | Gerusalemme                                                            | Israele                                                                | 3 – 3                                                                  | Croazia                                                                | Amichevole                                                             | -                                                                      | 70’                                                                    |
| 26-3-2005                                                              | Zagabria                                                               | Croazia                                                                | 4 – 0                                                                  | Islanda                                                                | Qual. Mondiali 2006                                                    | -                                                                      | 78’ 90+1’                                                              |
| 30-3-2005                                                              | Zagabria                                                               | Croazia                                                                | 3 – 0                                                                  | Malta                                                                  | Qual. Mondiali 2006                                                    | -                                                                      |                                                                        |
| 12-10-2005                                                             | Budapest                                                               | Ungheria                                                               | 0 – 0                                                                  | Croazia                                                                | Qual. Mondiali 2006                                                    | -                                                                      | 63’                                                                    |
| 12-11-2005                                                             | Coimbra                                                                | Portogallo                                                             | 2 – 0                                                                  | Croazia                                                                | Amichevole                                                             | -                                                                      | 75’                                                                    |
| 1-3-2006                                                               | Basilea                                                                | Argentina                                                              | 2 – 3                                                                  | Croazia                                                                | Amichevole                                                             | -                                                                      | 84’                                                                    |
| 3-6-2006                                                               | Wolfsburg                                                              | Croazia                                                                | 0 – 1                                                                  | Polonia                                                                | Amichevole                                                             | -                                                                      | 46’                                                                    |
| 7-6-2006                                                               | Lancy                                                                  | Croazia                                                                | 1 – 2                                                                  | Spagna                                                                 | Amichevole                                                             | -                                                                      | 70’                                                                    |
| Totale                                                                 |                                                                        | Presenze                                                               | 13                                                                     |                                                                        | Reti                                                                   | 0                                                                      |                                                                        |

| Cronologia completa delle presenze e delle reti in nazionale ― Croazia under 21 | Cronologia completa delle presenze e delle reti in nazionale ― Croazia under 21 | Cronologia completa delle presenze e delle reti in nazionale ― Croazia under 21 | Cronologia completa delle presenze e delle reti in nazionale ― Croazia under 21 | Cronologia completa delle presenze e delle reti in nazionale ― Croazia under 21 | Cronologia completa delle presenze e delle reti in nazionale ― Croazia under 21 | Cronologia completa delle presenze e delle reti in nazionale ― Croazia under 21 | Cronologia completa delle presenze e delle reti in nazionale ― Croazia under 21 |
| Data                                                                            | Città                                                                           | In casa                                                                         | Risultato                                                                       | Ospiti                                                                          | Competizione                                                                    | Reti                                                                            | Note                                                                            |
| ------------------------------------------------------------------------------- | ------------------------------------------------------------------------------- | ------------------------------------------------------------------------------- | ------------------------------------------------------------------------------- | ------------------------------------------------------------------------------- | ------------------------------------------------------------------------------- | ------------------------------------------------------------------------------- | ------------------------------------------------------------------------------- |
| 22-9-1994                                                                       | Poděbrady                                                                       | Croazia under 21                                                                | 0 – 0                                                                           | Turchia under 21                                                                | Amichevole                                                                      | -                                                                               |                                                                                 |
| 3-4-1997                                                                        | Sebenico                                                                        | Croazia under 21                                                                | 2 – 0                                                                           | Slovenia under 21                                                               | Qual. Europeo Under-21 1998                                                     | -                                                                               | 89’                                                                             |
| 29-4-1997                                                                       | Edessa                                                                          | Grecia under 21                                                                 | 2 – 0                                                                           | Croazia under 21                                                                | Qual. Europeo Under-21 1998                                                     | -                                                                               | 63’                                                                             |
| 5-9-1997                                                                        | Osijek                                                                          | Croazia under 21                                                                | 6 – 1                                                                           | Bosnia ed Erzegovina under 21                                                   | Qual. Europeo Under-21 1998                                                     | 1                                                                               | 73’                                                                             |
| 9-9-1997                                                                        | Køge                                                                            | Danimarca under 21                                                              | 1 – 0                                                                           | Croazia under 21                                                                | Qual. Europeo Under-21 1998                                                     | -                                                                               | 51’                                                                             |
| 12-10-1997                                                                      | Velenje                                                                         | Slovenia under 21                                                               | 1 – 2                                                                           | Croazia under 21                                                                | Qual. Europeo Under-21 1998                                                     | -                                                                               |                                                                                 |
| 24-3-1998                                                                       | Čakovec                                                                         | Croazia under 21                                                                | 4 – 1                                                                           | Slovacchia under 21                                                             | Amichevole                                                                      | 1                                                                               | cap. 55’                                                                        |
| 22-4-1998                                                                       | Vinkovci                                                                        | Croazia under 21                                                                | 1 – 1                                                                           | Polonia under 21                                                                | Amichevole                                                                      | -                                                                               | cap. 82’                                                                        |
| 4-9-1998                                                                        | Kilkenny                                                                        | Irlanda under 21                                                                | 2 – 2                                                                           | Croazia under 21                                                                | Qual. Europeo Under-21 2000                                                     | -                                                                               | cap.                                                                            |
| 9-10-1998                                                                       | La Valletta                                                                     | Malta under 21                                                                  | 0 – 3                                                                           | Croazia under 21                                                                | Qual. Europeo Under-21 2000                                                     | 1                                                                               | cap.                                                                            |
| 14-10-1998                                                                      | Sisak                                                                           | Croazia under 21                                                                | 4 – 0                                                                           | Macedonia under 21                                                              | Qual. Europeo Under-21 2000                                                     | 1                                                                               | cap.                                                                            |
| 5-6-1999                                                                        | Kratovo                                                                         | Macedonia under 21                                                              | 0 – 2                                                                           | Croazia under 21                                                                | Qual. Europeo Under-21 2000                                                     | 1                                                                               | cap.                                                                            |
| 17-8-1999                                                                       | Belgrado                                                                        | Jugoslavia under 21                                                             | 2 – 6                                                                           | Croazia under 21                                                                | Qual. Europeo Under-21 2000                                                     | -                                                                               | cap.                                                                            |
| 21-8-1999                                                                       | Zagabria                                                                        | Croazia under 21                                                                | 1 – 0                                                                           | Malta under 21                                                                  | Qual. Europeo Under-21 2000                                                     | -                                                                               | cap.                                                                            |
| 3-9-1999                                                                        | Zagabria                                                                        | Croazia under 21                                                                | 5 – 1                                                                           | Irlanda under 21                                                                | Qual. Europeo Under-21 2000                                                     | -                                                                               | cap. 59’                                                                        |
| 8-10-1999                                                                       | Zagabria                                                                        | Croazia under 21                                                                | 2 – 2                                                                           | Jugoslavia under 21                                                             | Qual. Europeo Under-21 2000                                                     | -                                                                               |                                                                                 |
| 13-11-1999                                                                      | Faro                                                                            | Portogallo under 21                                                             | 2 – 0                                                                           | Croazia under 21                                                                | Qual. Europeo Under-21 2000                                                     | -                                                                               | cap.                                                                            |
| 17-11-1999                                                                      | Spalato                                                                         | Croazia under 21                                                                | 3 – 0 dts                                                                       | Portogallo under 21                                                             | Qual. Europeo Under-21 2000                                                     | -                                                                               | cap. 120+3’                                                                     |
| 28-3-2000                                                                       | Varaždin                                                                        | Croazia under 21                                                                | 2 – 0                                                                           | Germania under 21                                                               | Amichevole                                                                      | -                                                                               | cap.                                                                            |
| 27-5-2000                                                                       | Trnava                                                                          | Croazia under 21                                                                | 1 – 2                                                                           | Paesi Bassi under 21                                                            | Europeo Under-21 2000 - 1º turno                                                | -                                                                               | cap.                                                                            |
| 29-5-2000                                                                       | Trnava                                                                          | Spagna under 21                                                                 | 0 – 0                                                                           | Croazia under 21                                                                | Europeo Under-21 2000 - 1º turno                                                | -                                                                               | cap.                                                                            |
| 1-6-2000                                                                        | Trenčín                                                                         | Rep. Ceca under 21                                                              | 4 – 3                                                                           | Croazia under 21                                                                | Europeo Under-21 2000 - 1º turno                                                | -                                                                               | cap.                                                                            |
| Totale                                                                          |                                                                                 | Presenze                                                                        | 22                                                                              |                                                                                 | Reti                                                                            | 5                                                                               |                                                                                 |

### Allenatore
Statistiche aggiornate al 7 aprile 2023
| Stagione          | Squadra           | Campionato        | Campionato | Campionato | Campionato | Campionato | Coppe nazionali | Coppe nazionali | Coppe nazionali | Coppe nazionali | Coppe nazionali | Coppe continentali | Coppe continentali | Coppe continentali | Coppe continentali | Coppe continentali | Altre coppe | Altre coppe | Altre coppe | Altre coppe | Altre coppe | Totale | Totale | Totale | Totale | Vittorie % | Piazz.    |
| Stagione          | Squadra           | Comp              | G          | V          | N          | P          | Comp            | G               | V               | N               | P               | Comp               | G                  | V                  | N                  | P                  | Comp        | G           | V           | N           | P           | G      | V      | N      | P      | %          | Piazz.    |
| ----------------- | ----------------- | ----------------- | ---------- | ---------- | ---------- | ---------- | --------------- | --------------- | --------------- | --------------- | --------------- | ------------------ | ------------------ | ------------------ | ------------------ | ------------------ | ----------- | ----------- | ----------- | ----------- | ----------- | ------ | ------ | ------ | ------ | ---------- | --------- |
| feb.-ago.2014     | OH Lovanio        | D1                | 3+9        | 1+4        | 1+2        | 1+3        | CB              | -               | -               | -               | -               | -                  | -                  | -                  | -                  | -                  | -           | -           | -           | -           | -           | 12     | 5      | 3      | 4      | 41,67      | Sub. 15º  |
| ago-nov. 2014     | OH Lovanio        | D1-B              | 17         | 9          | 4          | 4          | CB              | 3               | 2               | 0               | 1               | -                  | -                  | -                  | -                  | -                  | -           | -           | -           | -           | -           | 20     | 11     | 4      | 5      | 55,00      | Eson.     |
| Totale OH Lovanio | Totale OH Lovanio | Totale OH Lovanio | 29         | 14         | 7          | 8          |                 | 3               | 2               | 0               | 1               |                    |                    |                    |                    |                    |             |             |             |             |             | 32     | 16     | 7      | 9      | 50,00      |           |
| 2016-2017         | Sint-Truiden      | D1                | 30+11      | 8+7        | 6+1        | 16+3       | CB              | 3               | 1               | 1               | 1               | -                  | -                  | -                  | -                  | -                  | -           | -           | -           | -           | -           | 44     | 16     | 8      | 20     | 36,36      | 12º       |
| 2017-2018         | Club Bruges       | D1                | 40         | 23         | 10         | 7          | CB              | 5               | 4               | 0               | 1               | UCL+UEL            | 2+2                | 0+0                | 1+1                | 1+1                | -           | -           | -           | -           | -           | 49     | 27     | 12     | 10     | 55,10      | 1º        |
| 2018-2019         | Club Bruges       | D1                | 40         | 23         | 10         | 7          | CB              | 1               | 0               | 0               | 1               | UCL+UEL            | 6+2                | 1+1                | 3                  | 2+1                | SB          | 1           | 1           | 0           | 0           | 50     | 26     | 13     | 11     | 52,00      | 2º        |
| Totale Brugge     | Totale Brugge     | Totale Brugge     | 80         | 46         | 20         | 14         |                 | 6               | 4               | 0               | 2               |                    | 12                 | 2                  | 5                  | 5                  |             | 1           | 1           | 0           | 0           | 99     | 53     | 25     | 21     | 53,54      |           |
| lug.-dic. 2019    | Al-Ain            | UAE               | 10         | 5          | 3          | 2          | EC + CEA        | 7               | 4               | 2               | 1               | -                  | -                  | -                  | -                  | -                  | -           | -           | -           | -           | -           | 17     | 9      | 5      | 3      | 52,94      | Res.cons. |
| mag.-dic. 2020    | Anversa           | D1                | 19         | 9          | 4          | 6          | CB + CB         | 1               | 1               | 0               | 0               | UEL                | 6                  | 4                  | 0                  | 2                  | -           | -           | -           | -           | -           | 26     | 14     | 4      | 8      | 53,85      | Res.cons. |
| 2021              | Shanghai SIPG     | CSL               | 22         | 13         | 6          | 3          | CdC             | 7               | 4               | 2               | 1               | ACL                | -                  | -                  | -                  | -                  | -           | -           | -           | -           | -           | 29     | 17     | 8      | 4      | 58,62      | 2º        |
| 2022              | Shanghai SIPG     | CSL               | 28         | 15         | 4          | 9          | CdC             | 1               | 1               | 0               | 0               | ACL                | -                  | -                  | -                  | -                  | -           | -           | -           | -           | -           | 29     | 16     | 4      | 9      | 55,17      | Eson.     |
| Totale Shanghai   | Totale Shanghai   | Totale Shanghai   | 50         | 28         | 10         | 12         |                 | 8               | 5               | 2               | 1               |                    |                    |                    |                    |                    |             |             |             |             |             | 58     | 33     | 12     | 13     | 56,90      |           |
| gen.-giu. 2023    | Hajduk Spalato    | HNL               | 11         | 6          | 1          | 4          | CC              | 1               | 1               | 0               | 0               | -                  | -                  | -                  | -                  | -                  | -           | -           | -           | -           | -           | 12     | 7      | 1      | 4      | 58,33      | Sub.      |
| Totale carriera   | Totale carriera   | Totale carriera   | 150        | 75         | 34         | 41         |                 | 12              | 7               | 1               | 4               |                    | 12                 | 2                  | 5                  | 5                  |             | 1           | 1           | 0           | 0           | 175    | 85     | 40     | 50     | 48,57      |           |

## Palmarès

### Giocatore

#### Competizioni nazionali
- Campionato croato: 2

Hajduk Spalato: 2000-2001, 2004-2005
- Coppa di Croazia: 1

Hajduk Spalato: 1999-2000
- Supercoppa del Belgio: 1

Club Brugge: 2005
- Coppa del Belgio: 2

Club Brugge: 2006-2007
Lokeren: 2011-2012

#### Competizioni internazionali
- Coppa Intertoto UEFA: 1

Malaga: 2002

### Allenatore
- Campionato belga: 1

Club Bruges: 2017-2018
- Supercoppa del Belgio: 1

Club Bruges: 2018
- Coppa del Belgio: 1

Anversa: 2019-2020
- Coppa di Croazia: 1

Hajduk Spalato: 2022-2023